# Tom Saintfiet
Tom Saintfiet (* 29. März 1973 in Mol) ist ein ehemaliger belgischer Fußballspieler und seit 1997 Fußballtrainer.

## Laufbahn
Saintfiet spielte von 1983 bis 1997 als aktiver Spieler in Belgien, ehe er aufgrund einer Verletzung seine Karriere mit 24 Jahren beenden musste. Er wurde zu dem Zeitpunkt der jüngste Fußballmanager in der Geschichte des belgischen Fußballs. Seitdem ist er sowohl Trainer in belgischen, finnischen und färöischen Vereinen gewesen, als auch Nationaltrainer der U-17-Nationalmannschaft Katars. Er arbeitete zudem als Technischer Direktor beim FC Emmen in den Niederlanden und als Berater für den kasachischen Fußballverband. Von 2008 bis zum 1. Oktober 2010 trainierte er die Nationalmannschaft Namibias. Vom 1. Januar 2011 bis Mai 2011 war er Trainer des jordanischen Erstligisten Nadi Shabab Al-Ordon. Von Juni bis Oktober 2011 war Saintfiet Trainer der Äthiopischen Fußballnationalmannschaft. Ab Sommer 2012 fungierte Saintfiet als Sportdirektor der Nationalmannschaft von Nigeria. Dort war er unter anderem für die Zusammenarbeit zwischen den Jugendteams, der U-23 und der Nationalmannschaft zuständig. Anfang Oktober 2012 wurde er als neuer Nationaltrainer des Jemen vorgestellt, wo er nach einer Niederlage gegen Malaysia im März 2013 zurücktrat. Danach führte er kurzzeitig die Nationalmannschaft Malawis. Im Juli 2014 wurde Saintfiet als neuer Trainer des südafrikanischen Erstligisten Free State Stars vorgestellt.
Von Mai 2015 bis April 2016 trainierte er die togoische Fußballnationalmannschaft. Danach war er ab Juni 2016 übergangsweise für drei Monate Nationaltrainer von Bangladesch. Es folgten Stationen als Nationaltrainer von Trinidad und Tobago und Malta. Von 2018 bis zum Ausscheiden in der Vorrunde des Afrika-Cup 2024 trainierte Saintfiet die Auswahl Gambias.
Er verfügt über eine „UEFA-Trainerlizenz A-Pro“ und studierte Sportpsychologie und Wirtschaftswissenschaften.
Seine größten Erfolge als Trainer waren der dritte Platz bei der U-17-Fußball-Asienmeisterschaft 2004 und die Qualifikation zur U-17-Fußball-Weltmeisterschaft 2005.

## Wechsel nach Simbabwe 2010
Am 1. Oktober bestätigte Saintfiet seinen Wechsel als Trainer zur simbabwischen Fußballnationalmannschaft und kündigte als namibischer Nationaltrainer. Von Oktober bis Dezember 2010 arbeitete der Belgier in seiner neuen Position als Cheftrainer, ehe die dortige Einwanderungsbehörde ihm jedoch trotz unterschriebenem Vierjahresvertrag mit dem simbabwischen Fußballverband (ZIFA) die Arbeitserlaubnis verweigerte. Saintfiet kehrte nach Namibia zurück, der simbabwische Fußballverband löste seinen Vertrag jedoch nicht auf, sondern legte gegen die Entscheidung der Einwanderungsbehörde, Saintfiets Antrag auf Arbeitserlaubnis als Nationaltrainer abzulehnen, Berufung ein.
Am 10. Oktober 2010 spielte Simbabwe in Harare in einem Qualifikationsspiel zum Afrika-Cup 2012 gegen die Kapverden. Saintfiet hatte den Kader vor dem Spiel trainiert, musste das Camp jedoch wegen der Probleme mit der Arbeitserlaubnis verlassen. Von seiner Basis in Namibia aus legte Saintfiet die Taktik fest und wählte den Kader der Mannschaft aus, die Mosambik im folgenden Spiel mit 3:1 besiegte. Nachdem ihm die Einwanderungsbehörde zum zweiten Mal eine Arbeitserlaubnis verweigert hatte, musste Saintfiet im Oktober 2010 seine Funktion als Senior Men's National Head Coach von Simbabwe aufgeben. Unmittelbar danach gab der frühere Manchester-City-Spieler Benjani Mwaruwari seinen Rücktritt als Nationalspieler bekannt.